# 1997年阿爾巴尼亞內亂

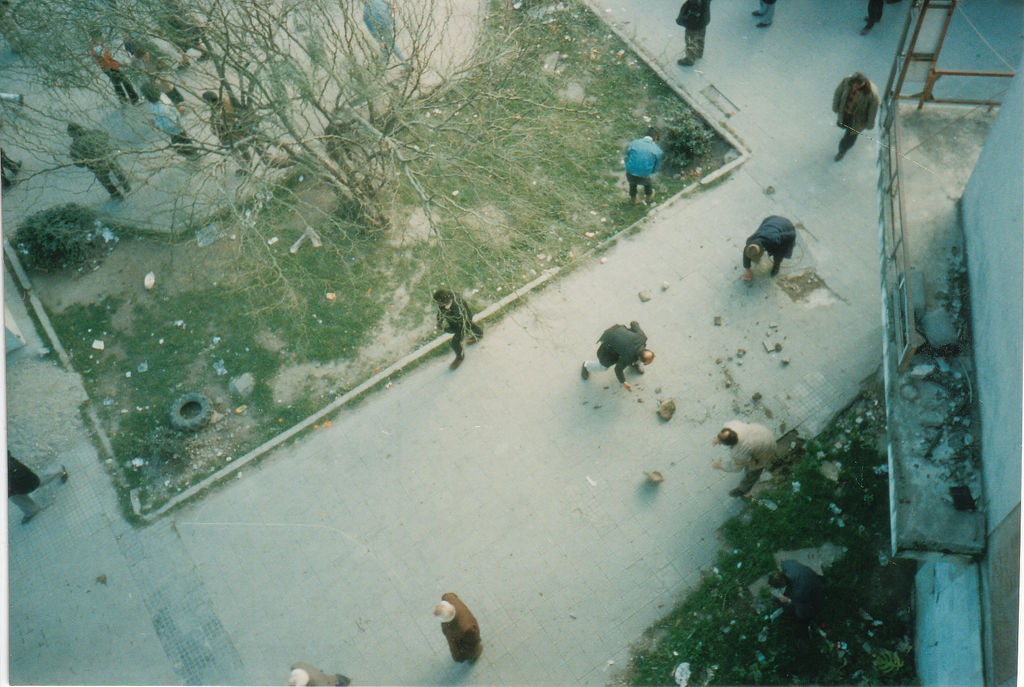
在發羅拉的動亂中，男子用石頭攻擊在場的警察

1997年阿爾巴尼亞內亂是指該國由1997年1月16日至8月17日期間發生的內亂，雙方陣營主要分為支持阿爾巴尼亞社會黨的民眾、阿爾巴尼亞軍隊叛軍、阿爾巴尼亞救國委員會；以及以阿爾巴尼亞總統薩利·貝里沙為首的阿爾巴尼亞民主黨政府、其支持者、阿爾巴尼亞軍隊及由北約派遣的維和部隊。

## 內戰起因
內戰前曾发生了政府基金捲入金字塔騙局與龐茲騙局的嚴重醜聞。在政治上貝里沙日益采取高壓政策，逮捕反對派領袖法托斯·納諾并對他判刑。1994年11月他進行全民公投修改法例给予他更多权力但最終以失敗告終，他顯然已經失去了國民的支持。
雖然貝里沙的政府進行了許多經濟改革，但是其腐敗和專權的情况日益嚴重。1995年經濟改革過程停滯，國民對政府部門的信任下降。1996年5月26日雖然貝里沙的民主黨在議會選舉中大勝，赢得議會140席中的122席，但是有人指責民主黨恐嚇選民、修改選舉結果以及鎮壓反對派的和平示威。整個國家開始陷入政治危機。但是貝里沙和民主黨拒絕重選。反對派的社會黨憤而退出議會。
1996年末有消息傳出說阿爾巴尼亞從1994年開始把十億美元的資金，投入於號稱壽險、匯兌的金字塔騙局與龐茲騙局的組織，事件的揭發更加加劇了國內的政治危機。整個騙局在此前被政府簡單地說成是阿爾巴尼亞的成功之路，藉此幫助民主黨在5月和11月的選舉中帶來大量的支持。貝里沙稱“阿爾巴尼亞的錢是世界上最乾淨的。”但是當時的這個騙局之所以能夠維持兩三年之久是因為黑手黨利用它來洗黑錢。阿爾巴尼亞當時的總人口僅有300多萬人，卻有約85萬人在那里投資，加上當時阿爾巴尼亞本身是貧窮國家，能夠有十億美元的壽險、基金等是幾乎不可能的。
1996年12月這些詐騙組織中新的投資客開始拿不到回饋金，騙局暴露，於是這些組織逐漸破產，人民開始上街示威指責貝里沙政府偷了國民的儲蓄，社會黨成為示威的領袖，但是示威又被鎮壓。1997年3月憤怒的人民闖入軍營，搶劫超過一百萬件武器，阿爾巴尼亞全國隨即陷入動亂。

## 內戰過程

### 時間軸

#### 1月16日
阿爾巴尼亞全國各地均出現大規模騷亂，很多人民指責貝里沙欺騙選民，但當時以貝里沙政府為首的政府人員以及其支持者仍然表示1996年的議會選舉結果是證明他獲得了大多數選民支持。

#### 3月1日
支持阿爾巴尼亞社會黨的人民和阿爾巴尼亞軍隊叛軍佔領阿爾巴尼亞南部沿海大城市夫羅勒。

#### 3月8日
支持阿爾巴尼亞社會黨的人民和阿爾巴尼亞軍隊叛軍佔領整個阿爾巴尼亞南部，包括發羅拉州、科爾察州及吉诺卡斯特州。

#### 3月10日
支持阿爾巴尼亞社會黨的人民和阿爾巴尼亞軍隊叛軍佔領阿爾巴尼亞全國所有州份縣市，只有首都地拉那仍被貝里沙政府和阿爾巴尼亞軍隊所控制，內戰正式爆發。

#### 4月
由於阿爾巴尼亞局勢持續惡化，全國陷入無政府狀態，北約表示會派出8個成員國的軍隊協助貝里沙政府正常運作和恢復阿爾巴尼亞全國社會秩序，同時要求貝里沙與反對黨展開談判，盡快接納社會黨提出再次舉行議會選舉的要求。

#### 7月24日
舉行議會大選，結果反映大多數阿爾巴尼亞人民民意，貝里沙的民主黨在選舉中大敗，而法托斯·納諾的社會黨則在選舉中大勝，內戰隨即結束。

## 結束
1997年7月貝里沙執政聯盟終於允許舉辦總統選舉，結果社會黨領袖大勝貝里沙，內戰衝突也因而逐漸停止並於同年8月結束。

## 影響
此次內戰驅使阿爾巴尼亞新政府對各種制度政策作出改革，鑑於貝里沙的政權腐敗和專制行為激發內戰。由貝里沙倒台後以來至今的各任阿爾巴尼亞總統都積極推行優先改善國內貧窮和貪污問題的政策，並把政治制度自由民主化，以令日後與西歐國家接軌舖路；對外則與西歐和美國加強經貿戰略合作關係，其中又以經濟和政治改革成效最為顯著，正因如此阿爾巴尼亞分別在2009年和2014年正式成為北約成員國及歐盟候選國。
另外，於2013年阿爾巴尼亞社會黨和民主黨達成共識，經過1997年的內戰所吸取的教訓，兩黨同意加強合作和溝通，以為國家將來而努力改進，這也標示着阿爾巴尼亞政局和社會走向穩定。而同年6月阿爾巴尼亞國會選舉也沒有出現明顯舞弊情況，代表阿爾巴尼亞的民主制度得到確切實行。

## 資料來源
1. ↑  .   [2017-02-07]. （原始内容存档于2009-01-07）.
2. ↑  Dina, Vagena. . eleftherotypia.   [2011-07-06]. （原始内容存档于2013-02-17）.
3. ↑  Merriman, John.  3rd. New York: W.W. Norton. 2010: 1206. ISBN 978-0-393-93433-5.
4. ↑  . Hellenic Army General Staf.   [2011-07-06]. （原始内容存档于2011-05-03）.
5. ↑  Christopher Jarvis, The Rise and Fall of Albania's Pyramid Schemes （页面存档备份，存于）, Finance & Development: A Quarterly Magazine of the IMF, March 2000.